# 유경 (1999년)
유경(본명: 이유경, 李湵京, 1999년 11월 5일 ~ )은 대한민국의 가수로 걸 그룹 앨리스의 멤버였다.

## 학력
- 예원학교 (무용과)
- 서울세종고등학교

## 생애
초등학교 4학년 때부터 시작해서 고등학교 1학년 때까지 한국무용을 전공했으며, 한국 무용으로 성신여자대학교 무용경연대회에서 1등을 수상한 경력이 있다.

## 음반 외 활동

### 광고
| 연도 | 기업명 | 브랜드명                           | 분류 |
| ---- | ------ | ---------------------------------- | ---- |
| 2019 | GS25   | 카페25 대용량 블랙 & 헤이즐넛 커피 | 음료 |